# 烏魯斯-馬爾坦
43°8′N 45°33′E / 43.133°N 45.550°E
烏魯斯-馬爾坦（俄语：Уру́с-Марта́н）是俄羅斯車臣共和國中部的一個城市，位於馬爾坦河畔，距首府格羅茲尼西南15公里。2002年人口39,982人，是共和國第三大城市。